# ناساو

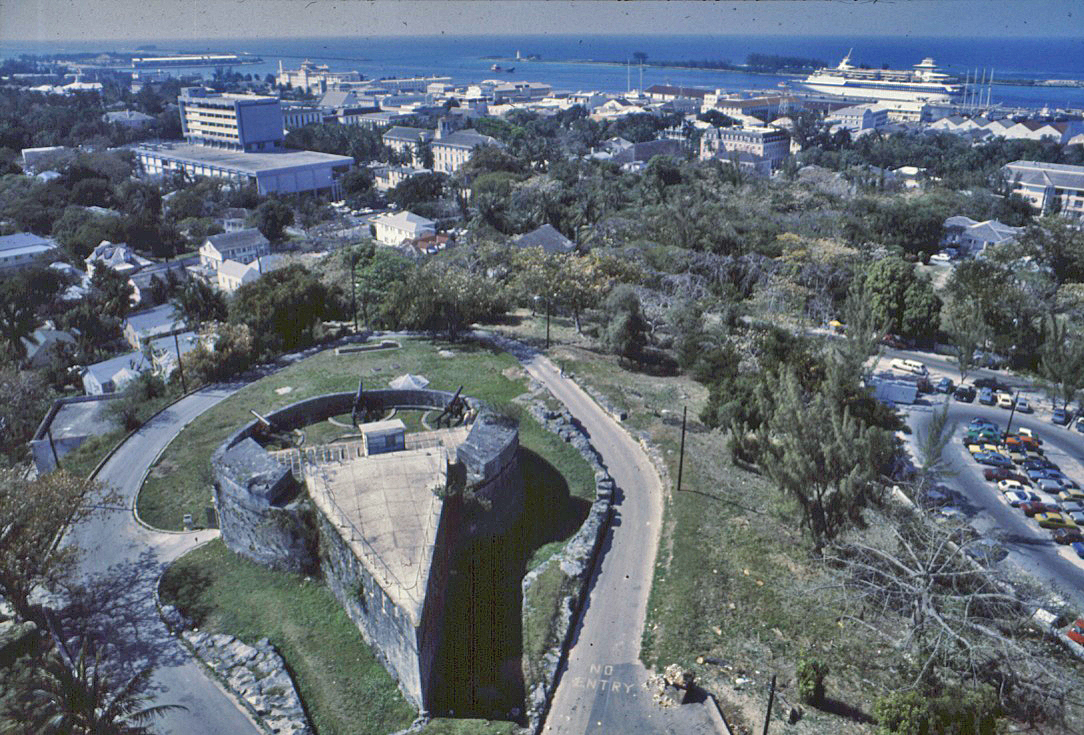
منظر للمدينة

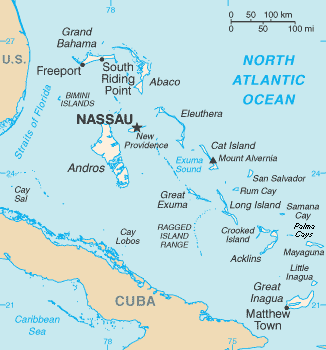
موقع المدينة

ناسو (تُنطق: نَس-أو)، هي عاصمة جزر الباهاما وأكبر مدنها. تقع في جزيرة نيو بروفيدنس، التي بلغ عدد سكانها 246,329 نسمة في عام 2010، أي ما يزيد قليلاً عن 70٪ من إجمالي سكان البلاد. ووفقًا للنتائج الأولية لتعداد 2022، فقد ارتفع عدد سكان نيو بروفيدنس إلى 296,522 نسمة بحلول أبريل 2023، وهو ما يمثل 74.26٪ من سكان جزر الباهاما. تُعتبر ناسو مدينة رئيسية مهيمنة، حيث تفوق في حجمها جميع المدن الأخرى في البلاد، وهي مركز التجارة والتعليم والقانون والإدارة والإعلام في الدولة.
يقع مطار ليندن بيندلينغ الدولي [الإنجليزية]، وهو المطار الرئيسي في جزر الباهاما، على بُعد نحو 16 كيلومترًا (9.9 ميل) غرب مركز مدينة ناسو، ويوفّر رحلات يومية إلى ومن مدن رئيسية في كندا ومنطقة الكاريبي والمملكة المتحدة والولايات المتحدة. تضم المدينة مقر الجمعية الوطنية ومؤسسات قضائية متعددة، وكانت تُعرف تاريخيًا بأنها معقل للقراصنة. وقد سُمّيت المدينة بهذا الاسم تكريمًا للملك ويليام الثالث ملك إنجلترا، أمير أورانج-ناسو.
بدأ النمو الحديث لمدينة ناسو في أواخر القرن الثامن عشر، مع تدفق آلاف الموالين البريطانيين وعبيدهم إلى جزر الباهاما بعد حرب الاستقلال الأمريكية. استقر كثير منهم في ناسو، وبمرور الوقت تجاوز عددهم عدد السكان الأصليين للجزيرة.
ومع ازدياد عدد سكان ناسو، توسعت معها المناطق السكنية. واليوم، تُهيمن المدينة على كامل الجزيرة، غير أنه حتى ما بعد الحرب العالمية الثانية، كانت الضواحي الخارجية بالكاد موجودة. وكان معظم جزيرة نيو بروفيدنس أرضًا غير مزروعة مغطاة بالأدغال حتى تم توطين الموالين البريطانيين فيها بعد الثورة الأمريكية، حيث أسسوا عدة مزارع مثل مزرعة كليفتون وتوسكولوم، مستخدمين العبيد للعمل فيها.
بعد أن ألغت بريطانيا تجارة الرقيق الدولية عام 1807، أعادت توطين آلاف الأفارقة الذين حرّرتهم البحرية الملكية من سفن الرقيق في نيو بروفيدنس (في قرى مثل أدلايد وغامبيير)، وكذلك في جزر أخرى مثل غراند باهاما وإكسوما وأباكو وإناغوا. كما تم السماح للرقيق الذين تم تحريرهم من السفن الأمريكية، مثل سفينة الرقيق "كريول" في نوفمبر 1841، بالاستقرار في تلك الجزر. وكان أكبر تركّز للسكان ذوي الأصول الإفريقية تاريخيًا في ضواحي "أوفر ذي هيل" جنوبي ناسو، خاصة في منطقتي غرانتس تاون وباين تاون، بينما كان أغلب السكان من أصل أوروبي يعيشون على التلال الساحلية الشمالية للجزيرة.

## تاريخ
تأسست المدينة على يد المستعمرين الإسبان عام 1684، ثم أعاد البريطانيون بناؤها في منتصف القرن السابع عشر كمستعمرة أطلقوا عليها اسم "تشارلز تاون"، قبل أن يتغيّر اسمها إلى "ناساو" عام 1695. وفي عام 1713، تحوّلت إلى مركز رئيسي للقراصنة، وأصبحت تُعرف بجمهورية القراصنة. غير أن الحكم البريطاني استعاد السيطرة عليها عام 1718 بعد سقوط النظام القراصني.
وفي أواخر القرن السابع عشر، اندلعت معارك بين الإسبان والإنجليز والفرنسيين للسيطرة على المدينة. وتمكن الإسبان من احتلالها عام 1782، إلا أن حاكم كوبا –التي كانت حينها مستعمرة فرنسية– شنّ هجومًا عليها في العام التالي، مما اضطر الإسبان إلى الانسحاب منها.

## توأمة
لناساو اتفاقيات توأمة مع كل من:
- ألباني
- ديترويت
- وينستون-سالم
- أكابولكو

## أعلام
- ميلو باتلر
- ديبي فيرغسون مككينزي
- بيري كريستي
- شوني ميلر
- مارك نولز

## وصلات خارجية
الموقع الرسمي لحكومة الباهاماس